# مشعث العامري
مُشعث العامري شاعِر جاهلي مُحسن من شُعراء الأصمعيات، مِن قبيلة بني عامر بن صعصعة من هوازن.
يقول أبو عُبيد الله محمد بن عمران بن موسى بن سعيد بن عبيد الله المرزباني صاحب مُعجم الشعراء عن اسمه:
أحسبه لقباً لأنه يقول: تمتع يا مشعث إن شيئاً سبقت به الوفاة هو المتاع.

## شِعره
يَقوُلُ في إحدى قَصَائدهِ وَهو يُخاطب نَفسهُ:
.